# Миньярское городское поселение
Миньярское городско́е поселе́ние — муниципальное образование в Ашинском районе Челябинской области Российской Федерации.
Административный центр — город Миньяр.
Распоряжением Правительства РФ от 29 июля 2014 года № 1398-р «Об утверждении перечня моногородов» городское поселение включено в категорию «Монопрофильные муниципальные образования Российской Федерации (моногорода) с наиболее сложным социально-экономическим положением».

## История
Статус и границы городского поселения установлены Законом Челябинской области от 9 июля 2004 года № 239-ЗО «О статусе и границах Ашинского муниципального района, городских и сельских поселений в его составе»

## Население
| 2010   | 2011    | 2012    | 2013    | 2014  | 2015  |
| ------ | ------- | ------- | ------- | ----- | ----- |
| 10 324 | ↘10 271 | ↘10 161 | ↘10 063 | ↘9885 | ↘9764 |
| 2016   | 2017    | 2018    | 2019    | 2020  | 2021  |
| ↘9571  | ↘9453   | ↘9240   | ↘9125   | ↘8979 | ↘8606 |
| 2023   |         |         |         |       |       |
| ↘8468  |         |         |         |       |       |

## Состав
| № | Населённый пункт | Тип населённого пункта        | Население |
| - | ---------------- | ----------------------------- | --------- |
| 1 | Волково          | посёлок                       | ↘106      |
| 2 | Миньяр           | город, административный центр | ↘8364     |

### Упразднённые населённые пункты
- Базуев — упразднённый в 1978 году хутор.
- Голодный — упразднённый в 1992 году посёлок.